# جون أرشيبالد ماثيسون
جون أرشيبالد ماثيسون هو سياسي كندي، ولد في 3 سبتمبر 1844، وتوفي في 20 مارس 1919.